# 妙見口站
妙見口站（日语：／ Myokenguchi eki */?）是位於大阪府豐能郡豐能町吉川，屬於能勢電鐵的妙見線車站，車站編號為NS14。

## 概要
此站是妙見線的終點站，也是大阪府內最北車站。因此站是妙見山的玄關口，故以此作為站名。此站的主要乘客是能勢妙見堂的參拜客。較多乘客會在此站轉乘妙見之森纜索線或吊車前往山上。
在戰前曾經計劃建設「攝丹鐵道」，連接此站（吉川站）和龜岡站。但是最後沒有建成。

## 歷史
此站曾經名為「妙見站」，但是由於距離能勢妙見堂較遠，因此現在已經改名為「妙見口站」。另外當時只有1面1線的月台。
- 1923年（大正12年）11月3日 - 能勢電氣軌道妙見站啟用[1]。
- 1956年（昭和31年）9月15日 - 翻新車站大樓[4]。
- 1965年（昭和40年）
  - 4月1日 - 車站改名為能勢妙見口站[1]。
  - 7月1日 - 車站改名為妙見口站[1]。
- 1966年（昭和41年）12月25日 - 月台延長至3卡編成[4]。
- 1978年（昭和53年）10月1日 - 公司改名為能勢電鐵[1]。
- 1983年（昭和58年）8月31日 - 車站進行改善工程[5]。
- 2017年（平成29年）4月13日 - 此站增設發車音樂[6]。

## 車站構造

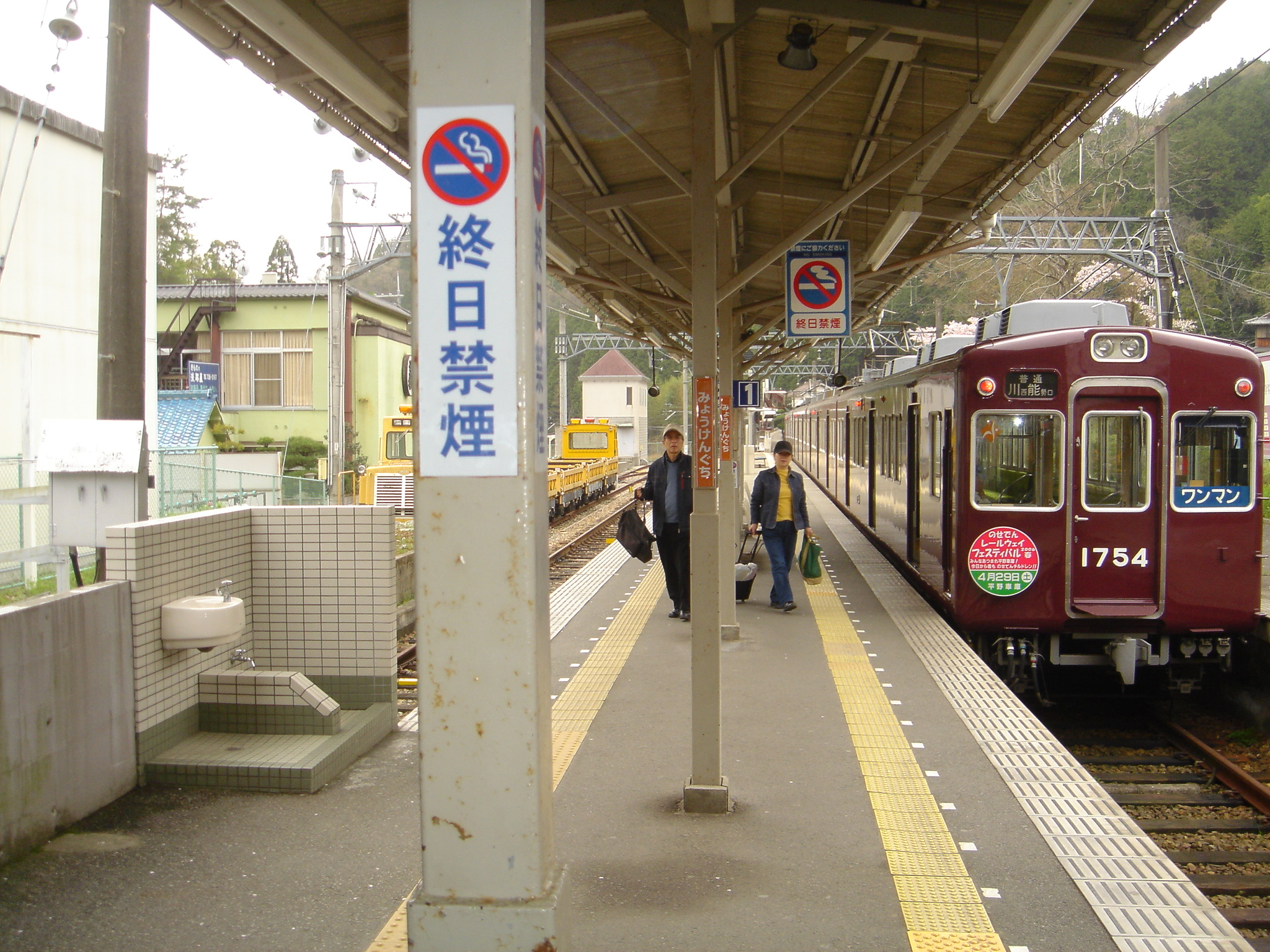
月台

車站是一座地面車站，設有2面2線的港灣式月台。月台可容納4卡編成的列車。閘口和月台位於同一平面上。
閘口外側設有名為候車室，名為「能勢電站之畫廊」。此站設有廁所。
| 月台 | 路線   | 方向                           |
| ---- | ------ | ------------------------------ |
| 1・2 | 妙見線 | 山下、日生中央、川西能勢口方向 |

幾乎所有列車均從1號月台出發。在1號線兩側設有月台，1號月台的對面為下車專用月台，但是基本上不會使用。
2號月台外邊設有與各月台相同長度的留置線，用作停泊維修路軌的車輛。

## 車站周邊
- 妙見之森纜索線 黑川站（步行約20分鐘，巴士轉乘約5分鐘）
- 櫻谷輕便鐵道（日语：桜谷軽便鉄道）（步位約10分鐘）
- 吉川公民館
- 吉川八幡神社（日语：吉川八幡神社 (豊能町)）（步行約10分鐘）
- 豐能町立吉川小學（日语：豊能町立吉川小学校）
- 西方寺
- 國道477號（日语：国道477号）

## 巴士路線
站前設有阪急巴士路線駛入。巴士站名為「妙見口站」。
另外在2003年（平成15年）前，京都交通（現時為京阪京都交通，巴士站名為「吉川」）的吉川線（京都交通不在站前停靠，在車站北邊的迴旋路內到發，該處還有京都交通的營業所。）停靠於車站前附近。
- 豐能西線（日语：阪急バス豊能営業所#豊能西線）（7系統） - 東常盤台九丁目 方向（循環線，只於平日早上服務）
- 妙見口能勢線（日语：阪急バス豊能営業所#妙見口能勢線）
  - （8系統）奧田橋 方向（循環線，經纜索前、本瀧口、豐能警署（日语：豊能警察署）前、倉垣、加村、和田，只於平日服務）／前往箕面森町（日语：水と緑の健康都市）地區中心（經分所前、東常盤台七丁目，只於平日服務）
  - （5系統）前往纜索前（只於星期日及假日服務，冬季停運）
  - （6系統）前往黑川大麗花園（經纜索前、黑川公民館，在黑川大麗花園開放的星期日與假日服務）

## 利用狀況
在2019年（令和元年）度特定日，1日的上下車人次為877人。
以下為各年度特定日的1日上下車、乘車人次。
| 年度   | 特定日     | 特定日   | 參考資料 |
| 年度   | 上下車人次 | 乘車人次 | 參考資料 |
| ------ | ---------- | -------- | -------- |
| 2000年 | 2,805      | 1,386    | [ 7 ]    |
| 2001年 | 2,807      | 1,432    | [ 8 ]    |
| 2002年 | 1,977      | 992      | [ 9 ]    |
| 2003年 | 2,206      | 1,122    | [ 10 ]   |
| 2004年 | 2,136      | 1,076    | [ 11 ]   |
| 2005年 | 1,986      | 992      | [ 12 ]   |
| 2006年 | 2,040      | 1,132    | [ 13 ]   |
| 2007年 | 1,981      | 1,086    | [ 14 ]   |
| 2008年 | 1,790      | 884      | [ 15 ]   |
| 2009年 | 1,594      | 760      | [ 16 ]   |
| 2010年 | 1,444      | 709      | [ 17 ]   |
| 2011年 | 1,513      | 728      | [ 18 ]   |
| 2012年 | 949        | 538      | [ 19 ]   |
| 2013年 | 1,019      | 554      | [ 20 ]   |
| 2014年 | 964        | 534      | [ 21 ]   |
| 2015年 | 1,132      | 611      | [ 22 ]   |
| 2016年 | 1,143      | 615      | [ 23 ]   |
| 2017年 | 923        | 504      | [ 24 ]   |
| 2018年 | 890        | 477      | [ 25 ]   |
| 2019年 | 877        | 465      | [ 26 ]   |

## 相鄰車站
能勢電鐵
 妙見線
■普通
常盤台（NS13）－妙見口（NS14）

## 注腳
1. 1 2 3 4 5  曾根悟（監修）. 朝日新聞出版分冊百科編集部（編集） , 编. . 週刊朝日百科. 14号 神戸電鉄・能勢電鉄・北条鉄道・北近畿タンゴ鉄道. 朝日新聞出版. 2011-06-19: 16–17 （日语）.
2. ↑  米屋こうじ. . 洋泉社. 2016: 160–161. ISBN 978-4-8003-0924-2 （日语）.
3. ↑  《かわにし 川西市史第三巻》 川西市史編集專門委員會，1980年，276-284頁
4. 1 2  《風雪60年》 能勢電氣軌道株式會社編，1970年，139頁。
5. ↑  《能勢電鐵80年史》 能勢電鐵株式會社，1991年，371頁。
6. ↑  . 能勢電鉄.   [2017-12-30]. （原始内容存档于2017-12-30） （日语）.
7. ↑  大阪府統計年鑑（平成13年）PDF（日語）
8. ↑  大阪府統計年鑑（平成14年）PDF（日語）
9. ↑  大阪府統計年鑑（平成15年）PDF（日語）
10. ↑  大阪府統計年鑑（平成16年）PDF（日語）
11. ↑  大阪府統計年鑑（平成17年）PDF（日語）
12. ↑  大阪府統計年鑑（平成18年）PDF（日語）
13. ↑  大阪府統計年鑑（平成19年）PDF（日語）
14. ↑  大阪府統計年鑑（平成20年）PDF（日語）
15. ↑  大阪府統計年鑑（平成21年）PDF（日語）
16. ↑  大阪府統計年鑑（平成22年）PDF（日語）
17. ↑  大阪府統計年鑑（平成23年）PDF（日語）
18. ↑  大阪府統計年鑑（平成24年）PDF（日語）
19. ↑  大阪府統計年鑑（平成25年）PDF（日語）
20. ↑  大阪府統計年鑑（平成26年）PDF（日語）
21. ↑  大阪府統計年鑑（平成27年）PDF（日語）
22. ↑  大阪府統計年鑑（平成28年）PDF（日語）
23. ↑  大阪府統計年鑑（平成29年）PDF（日語）
24. ↑  大阪府統計年鑑（平成30年）PDF（日語）
25. ↑  大阪府統計年鑑（令和元年）PDF（日語）
26. ↑  大阪府統計年鑑（令和2年）PDF（日語）

## 外部連結
- 妙見口站 （能勢電鐵） （页面存档备份，存于）（日語）
- 妙見口站巴士站（阪急巴士） （页面存档备份，存于）（日語）